# Marco Simon Puccioni
Marco Simon Puccioni (...) è un regista, sceneggiatore e produttore cinematografico italiano.

## Biografia
Laureato in Architettura a Roma, e in cinema a Los Angeles al California Institute of the Arts, vive e lavora in Italia. 
Inizia la sua formazione artistica da giovanissimo con artisti e intellettuali come Oliviero Toscani, Luigi Filippo D'Amico, Franco Quadri, Chèrif e Arnaldo Pomodoro.  Di ritorno dal master negli USA, dopo aver diretto numerosi corti e documentari per la televisione e aver concepito e organizzato il film collettivo Intolerance con il produttore Mario Mazzarotto esordisce alla regia cinematografica con Quello che cerchi (2002), in cinquina finale al David di Donatello come miglior opera prima . Dopo l'opera prima ha realizzato corti e documentari fino ad approdare alla sua opera seconda Riparo, presentato al Festival di Berlino 2007 e diventato uno dei film italiani più invitati nei festival internazionali del 2007-08. Tra i documentari vanno ricordati Il colore delle parole sull'immigrazione africana in Italia e presentato alla Mostra del Cinema di Venezia nel 2009.
Dopo la prima al festival del cinema di Roma, ha portato in sala il film Come il vento con Valeria Golino, Filippo Timi, Francesco Scianna, Chiara Caselli. Il film, che racconta la tragica vita di Armida Miserere, una delle prime donne a dirigere un carcere in Italia, ha ottenuto diversi riconoscimenti, tra cui per Puccioni la candidatura al Nastro d'argento per la sceneggiatura.
Partendo dalla sua esperienza personale, nel 2012 ha iniziato il progetto My Journey to meet you, una serie di documentari sulle famiglie con genitori omosessuali.  Il primo episodio, il documentario Prima di tutto, ha ricevuto nel 2016 una menzione speciale ai Nastri d'argento. Il secondo documentario Tuttinsieme è stato presentato al Biograf Film Festival 2020 ed è stato distribuito in sala.
Nel febbraio 2022 esce il racconto di formazione di un ragazzo diviso tra due papà, diritti, e sessualità; Il filo invisibile, film che vede il regista collaborare nuovamente con Filippo Timi, Francesco Scianna oltre che con il giovane Francesco Gheghi, Valentina Cervi e la star internazionale Jodhi May.
Marco Simon Puccioni è inoltre attivo sul fronte delle associazioni di autori di cinema e nell'insegnamento. Nel 1996 ha fondato e diretto l'associazione Cinema Senza Confini, per impegnare il cinema su temi come il razzismo e la xenofobia, nel 2004 ha fondato ed è stato presidente dell'associazione RING, il forum dei registi di cinema alle prime opere. Nel 2008 è tra i fondatori dell'associazione 100autori, il sindacato degli autori di cinema e televisione e di cui è stato rappresentante per la categoria dei registi di cinema.
Ha insegnato cinema all'Istituto Europeo di Design, all'Accademia di Belle Arti di Perugia e dal 2014 è docente e coordinatore del corso di regia della Scuola di Cinema G.M. Volonté.
Il lavoro e la vita di Marco Simon Puccioni si sono sviluppate nel segno dell’innovazione, sia essa culturale, personale, sociale, o tecnologica.
Sin dagli inizi, quando ancora collaborava con i programmi televisivi, ha proposto e realizzato esempi di televisione interattiva con i programmi di Rai 3 e Italia 1.
Nel corso della sua carriera ha più volte sperimentato con il linguaggio audiovisivo e le strutture narrative come ha dimostrato in lavori come The Blue Fiction, Sell Your Body, Now!, Quello che cerchi e Come il vento.
Il suo primo lungometraggio, Quello che cerchi, tra road movie e film noir, girato in multi-formato ai margini delle città, primo film digitale italiano, è stato accolto come un film manifesto dotato di un linguaggio libero e sorprendente.
Sul piano sociale è forte la sua attenzione per le minoranze e i diritti civili che si esprime prima con l’ideazione del progetto collettivo Intolerance poi con i documentari sulla Palestina, i social forum, l’immigrazione (Il colore delle parole e Riparo) e le famiglie arcobaleno (Prima di tutto e Tuttinsieme).  Quest’ultimo argomento si intreccia con la sua vita personale infatti Puccioni è stato tra i primi a costituire una famiglia omogenitoriale con due figli e sicuramente il primo regista in Europa a vivere e raccontare questa esperienza genitoriale.
Il filo invisibile, che viene dopo due documentari, se da un punto vista del linguaggio è più classico dei precedenti, non lo è dal punto di vista tematico essendo il primo film che mette al centro della narrazione il coming of age di un adolescente figlio di due padri e affrontando in modo largo questioni complesse come la genitorialità e i diritti. Particolarmente significativo anche perché realizzato in un paese che certo non brilla per essere inclusivo o proteggere le comunità lgbtq.
Puccioni porta quindi uno sguardo nuovo, ampio, inclusivo, unico e profondo sulla realtà senza paura di guardare nelle pieghe più recondite dell’animo umano.

## Filmografia

### Regista
- Concertino - Cortometraggio (1989)
- The Blue Fiction - Cortometraggio (1991)
- Ultimo minuto - Programma TV (1993–1997)
- Ottant'anni di Intolerance, episodio di Intolerance (1996)
- Il puparo - Mediometraggio TV (1997)
- Prima della prima - Serie tv (1997-2006)
- Sell Your Body, Now! - Cortometraggio (1998)
- Quello che cerchi (2001)
- Tuttigiorni, vita in Palestina (2002)
- La fortezza vista da basso (2003)
- Corpo immagine - Cortometraggio (2004)
- Il caso Forleo - Mediometraggio TV (2006)
- 100 anni della nostra storia (2006)
- Riparo (2007)
- Il colore delle parole (2009)
- Prima di tutto (2012)
- Come il vento (2013)
- Oggi insieme, domani anche (2016)
- Tuttinsieme (2020)
- Il filo invisibile (2022)
- Remo - Cortometraggio (2023)
- Tutti giù per terra - Cortometraggio (2025)

### Sceneggiatore
- Concertino - Cortometraggio (1989)
- The Blue Fiction - Cortometraggio (1991)
- Ottant'anni di Intolerance, episodio di Intolerance (1996)
- Sell Your Body, Now! - Cortometraggio (1998)
- Quello che cerchi (2001)
- Corpo immagine - Cortometraggio (2004)
- Riparo (2007)
- Come il vento (2013)
- Il filo invisibile (2022)

### Produttore
- Come il vento (2013)
- Il traduttore, regia di Massimo Natale (2016)
- Sex Cowboys, regia di Adriano Giotti (2016)
- Drive Me Home, regia di Simone Catania (2018)
- La vera storia di Luisa Bonfanti, regia di Franco Angeli (2021)
- Anna, regia di Marco Amenta (2023)
- Giorni Felici, regia di Simone Petralia (2023)
- Fuoriscuola, regia di Mario Spinocchio (2024)

## Regie teatrali
- After the End (2019)
- La Città Capovolta, con Massimiliano Vado e Ruben Rigillo (2023)

## Riconoscimenti
- David di Donatello[19]
  - 2003 - Candidatura al Miglior regista esordiente per Quello che cerchi
  - 2007 - Candidatura al Miglior documentario per 100 anni della nostra storia

- Nastri d'argento
  - 2014 - Candidatura come migliore sceneggiatura per Come il vento[20]
  - 2016 - Menzione Speciale per Prima di Tutto[21]
  - 2022 - Candidatura per il miglior soggetto per Il filo invisibile[22]

## Altri Riconoscimenti
- Premio Valdata al Festival di Torino 1992 per The Blue fiction[23]
- Premio per il miglior cortometraggio al Festival di Buenos Aires 1999 per Sell Your Body, Now!
- Premio per il miglior film al Los Angeles Italian Film Award 2002 per Quello che cerchi
- Premio per il miglior film al Memphis Film Festival 2002 per Quello che cerchi
- Premio per il miglior film al Vieste Film Festival 2002 per Quello che cerchi
- Premio per Jury Jeune al Festival du film Italien de Villerupt 2002 per Quello che cerchi
- Gran premio delle giuria al Festival du film italien d'Annecy 2007 per Riparo[24]
- Menzione speciale della giuria del Foggia Film Festival 2011 per Il colore delle parole[25]
- Premio del pubblico al Festival du cinéma italien de Bastia 2015 per Come il vento
- Premio Anna Magnani alla Regia 2022 per Il filo invisibile[26]
- Premio Atena Nike Miglior film a tematica sociale 2022 per 'Il filo invisibile[27]
- Premio Arcomagno Miglior film 2022  al festival Cinemediterraneo per 'Il filo invisibile